# Epidendreae
La tribu de orquídeas Epidendreae pertenece a la subfamilia Epidendroideae en el grupo de las "epidendróideas superiores" que es  parcialmente  monofilético y parcialmente polifilético (tribus Arethuseae y  Epidendreae), dentro de la familia de las orquídeas.
Las relaciones filogenéticas dentro de la subfamilia Epidendroideae hacen especial hincapié en las tribus  Epidendreae y Arethuseae que fueron fijadas con parquedad y con modelo basado en datos de análisis individuales de la secuencia del ADN recombinante, del ITS del ADN del ribosoma nuclear, y del trnL intron del plástido, el trnL-F espaciador, matK (genes y espaciadores), y  regiones rbcL.
A pesar de la ausencia de ayuda con respecto a ligazones de base para algunas de las relaciones, se ha encontrado un consenso, por el cual la mayor parte de los clados estarían presentes en más de un análisis individual.   
Los límites de las tribus  Arethuseae y Epidendreae son distintos en la mayor parte de los sistemas clasificatorios de Orquídeas basados en la morfología, pero se corresponden en una combinación de normas, de los menos comprensibles análisis filógenéticos reseñados anteriormente.  

## Subtribus
- Bletiinae
- Chysinae
- Coeliinae
- Laeliinae
- Pleurothallidinae
- Poneriinae